# Regularização fundiária

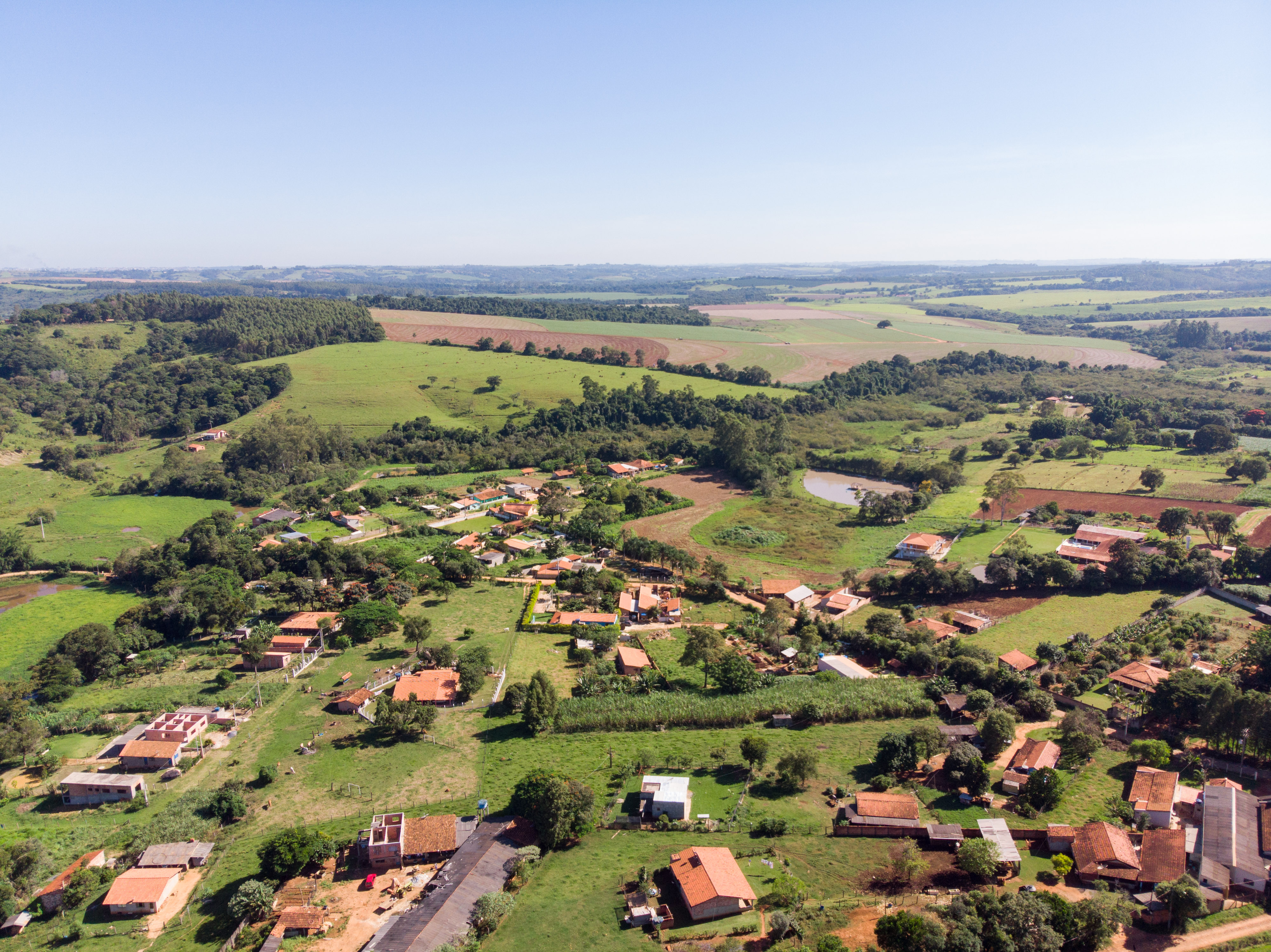
Área que passou por regularização fundiária em São Paulo, com entrega de 186 títulos de propriedade.

Regularização fundiária se refere a uma série de ações de natureza jurídica, urbanística, ambiental e social que objetiva à regularização de ocupações clandestinas em uma cidade e à titulação de seus ocupantes como proprietários.
Há dois tipos de regularização fundiária: urbana e rural.